# Emil Czerlunczakiewicz
Emil Czerlunczakiewicz (ur. 1824 w Oleszycach, zm. 1881 we Lwowie) – prawnik i urzędnik austriacki (narodowości ukraińskiej). 
Był synem ks. Jakuba (1791-1854), greckokatolickiego proboszcza w Oleszycach, i Tekli z Lewickich, siostry Józefa Lewickiego. Brat Józefa, duchownego i teologa. Ukończył studia prawnicze, w 1854 r. odbył praktykę w wiedeńskim Ministerium des Innern. Starosta kolejno w Gwoźdźcu, Żydaczowie i Nisku, zarazem od 1868 r. sekretarz Namiestnictwa we Lwowie.
W 1874 r. został członkiem elitarnego lwowskiego Instytutu Stauropigijnego i kustoszem jego księgozbioru. Zmarł przedwcześnie tknięty apopleksyą (...) na posiedzeniu pewnego towarzystwa, którego był członkiem i wśród obrad padł nagle bez życia.
Był nieżonaty. Jego bratankami byli Cyryl, adwokat i działacz rusiński, oraz Tadeusz, prawnik i bankowiec.